# Lilong

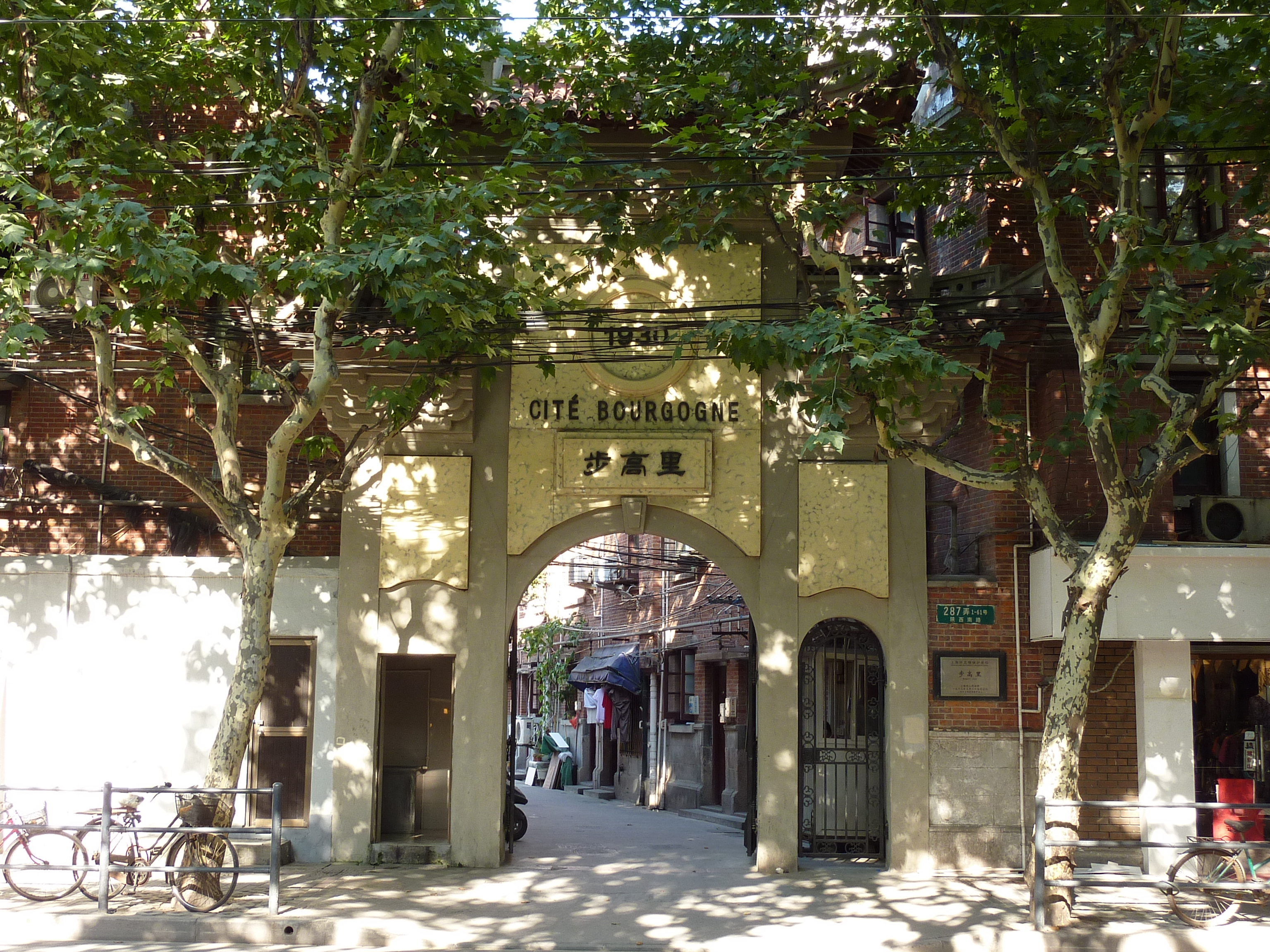
Entrée de la Cité Bourgogne. 2009

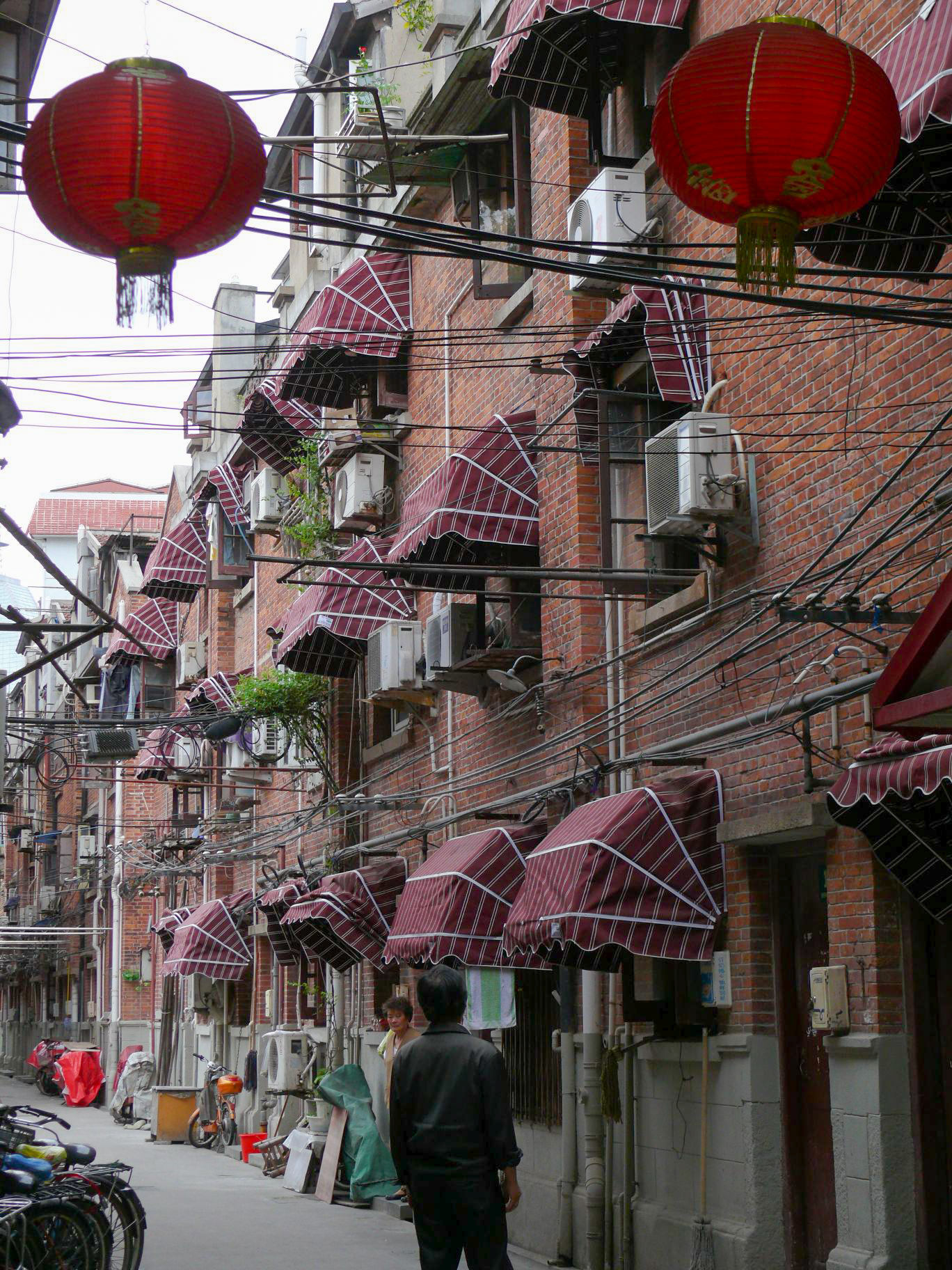
Intérieur de la Cité Bourgogne. 2010

Un lilong (里弄) est un ensemble cohérent d'habitations en bande, desservi par un réseau de ruelles internes hiérarchisées. Les lilong sont apparus à l'intérieur des concessions de Shanghai et surtout en raison de la fièvre de construction et de la spéculation immobilière qui a marqué cette ville à différentes époques, et notamment dans les années 1860 et 1920.

## Des ruelles et une communauté

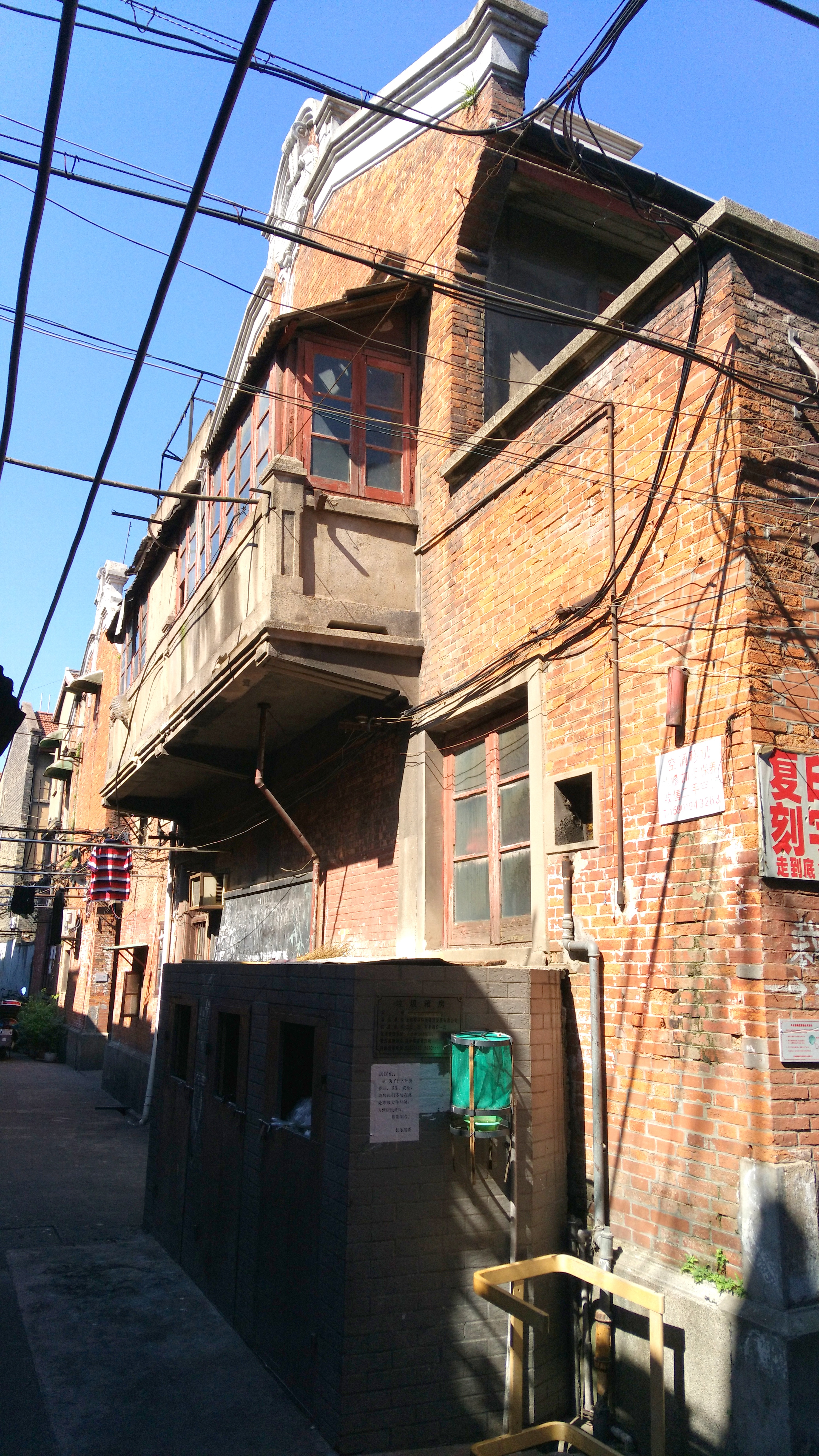
Angle. Oriel d'habitation d'un lilong, sa cour avant, derrière le mur. District de Jing'an. Shanghai
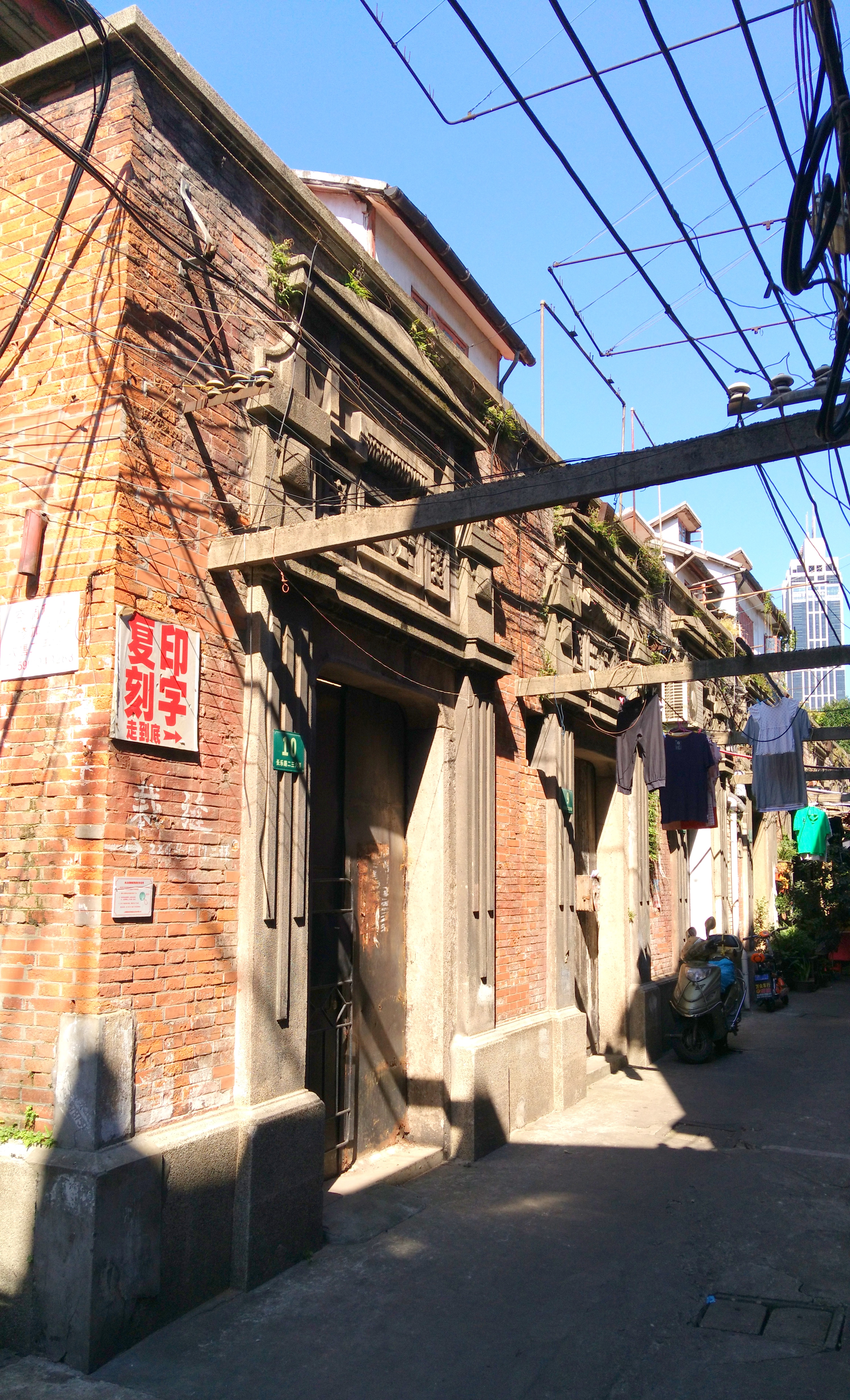
Angle et alignement des portes desservant les petites cours avant. 2015

Un lilong est donc un ensemble d'habitations mitoyennes. Par extension, ce terme peut aussi désigner la communauté centrée sur cet ensemble et plusieurs ruelles interconnectées. Le terme lilong incorpore le suffixe -li souvent utilisé pour désigner des ensembles résidentiels à la fin du XIXe et au début du XXe siècle. Il s'agissait, au départ , de loger tous les nouveaux arrivants, compradores, familles d'ouvriers travaillant pour une même usine, réfugiés, et plus tard, les nouvelles classes moyennes shanghaiennes.
Le lilong se retrouve, quoique de manière moins étendue, dans d'autres villes comme Tianjin. 
Rappelant quelque peu les hutongs pékinois, mais bien plus les maisons de ville, les lilong shanghaiens se composent de rangées d'habitations mitoyennes. Chacune se présente comme une bande étroite dont le mur pignon Sud est tourné, avec la porte principale, et vers la ruelle. Ces alignements de maisons sont desservis par un réseau de ruelles étroites, parfois fermées par une porte, éventuellement gardée aujourd'hui. Une bande de ces habitations mitoyennes est appelée longtang, et les habitations elles-mêmes sont appelées, généralement, « shikumen » (石库门). Celles-ci ont souvent un portail en pierre qui donne sur une courette, et un toit pentu. La petite cour arrière, au Nord, sert, assez rapidement au début du XXe siècle, de simple puits de lumière.
Le longtang (弄堂 lòngtáng, shanghaïen: longdhang) est donc le bloc d'habitations, rectangulaire à plusieurs niveaux. Il rassemble une dizaine d'unités d'habitations à étages avec escalier intérieur, posées côte à côte. Les rez-de-chaussée de ces unités d'habitations disposent d'une petite cour d'environ une dizaine de mètres carrés qui sert d'entrée principale. Une seconde entrée, sur l'arrière, débouche sur un petit couloir d'un mètre de large (tianjing). Ce type de composition architecturale, répété dans l'espace de la ville, produit ces ensembles d'habitations, les lilong, adaptés aux exigences de la vie chinoise. Chaque lilong peut comporter une vingtaine de longtang, le tout étant desservi par des ruelles étroites débouchant sur les rues principales voisines. 
Les ruelles principales qui desservent le lilong sont orientées Nord/Sud. Les ruelles secondaires sont orientées Est/Ouest. Chaque habitation est ainsi tournée, en principe, vers le Sud. Vue d'avion la configuration est celle d'une juxtaposition de « peignes ».
En raison des activités saisonnières des habitants (lessives, aération des matelas à la fin de l'hiver, ...) la ruelle principale est un espace semi-public ; les ruelles secondaires étant semi-privées.

## Plusieurs types d'habitation: les shikumen, et les autres
Le shikumen est la maison standard de Shanghai, ayant pignon sur rue, construite en série après 1900. Un peu dans le style des corons, en briques rouges ou grises, et avec quelques linteaux dessinés et moulés, les shikumen - 石库门- littéralement « portail de pierre », ont généralement deux niveaux et une petite cour intérieure côté rue, avec un toit en forte pente et des lucarnes.
Une grande variété de styles de logements sont appelés « résidences lilong » ou « maisons lilong », voire lane houses en anglais. Dans ce cas le lilong désigne le type d'habitation en bande qui constitue l'ensemble résidentiel. Parmi celles-ci, les plus connues et les plus caractéristiques sont donc les shikumen (石库门), habitations à deux ou trois étages avec un mur et une grande porte devant chaque habitation. D'autres types incluent le « nouveau style lilong », plus moderne (新式 里弄); le « lilong de style cantonais » (广 式 里弄); le « jardin lilong », haut de gamme, semblable à une villa (花园 里弄); et  ceux qui accusent la plus haute densité: « appartement lilong » (公寓 里弄). 

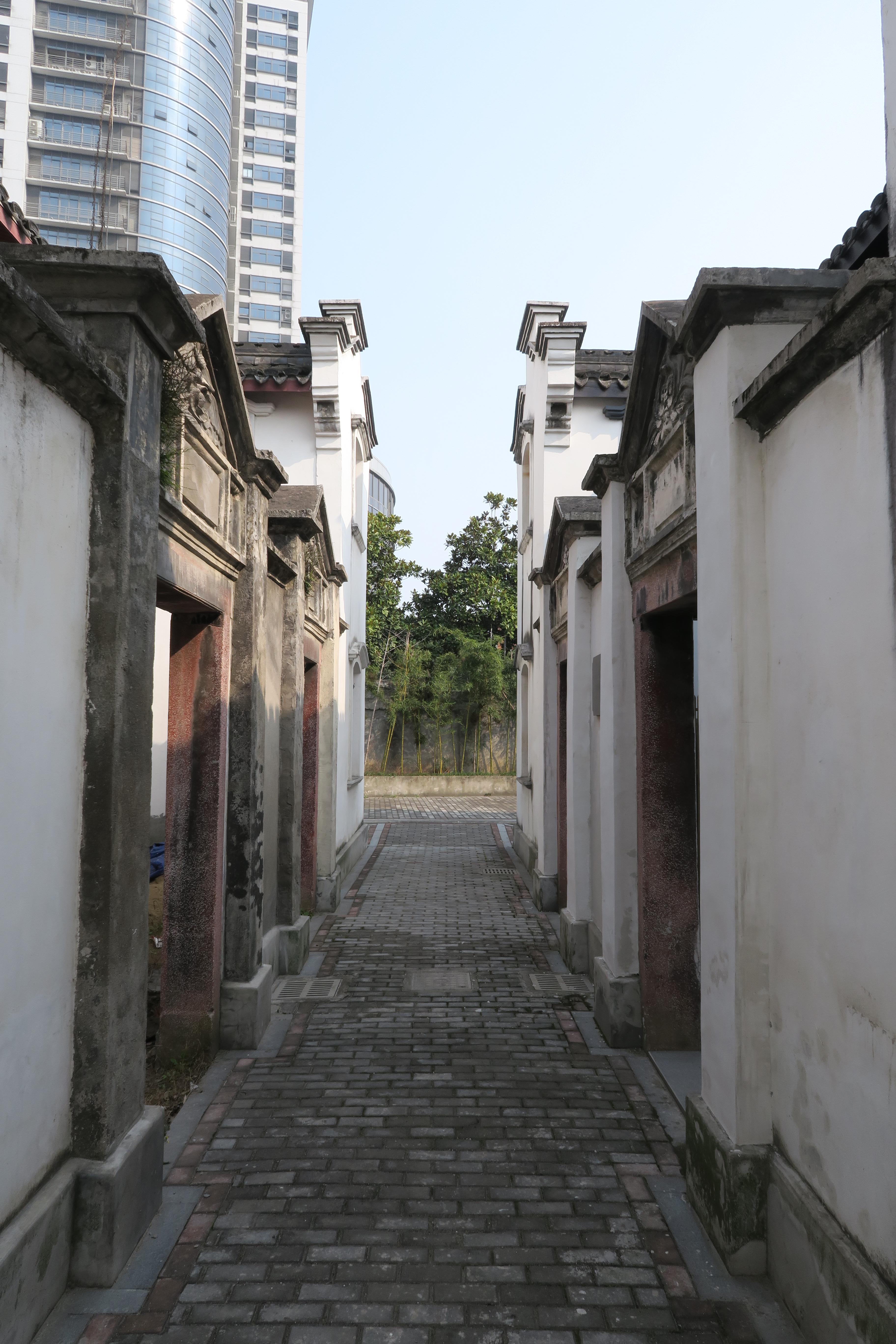
Ruelle de lilong, après 1900. Zhongma Subdistrict, Jiangbei District, Ningbo
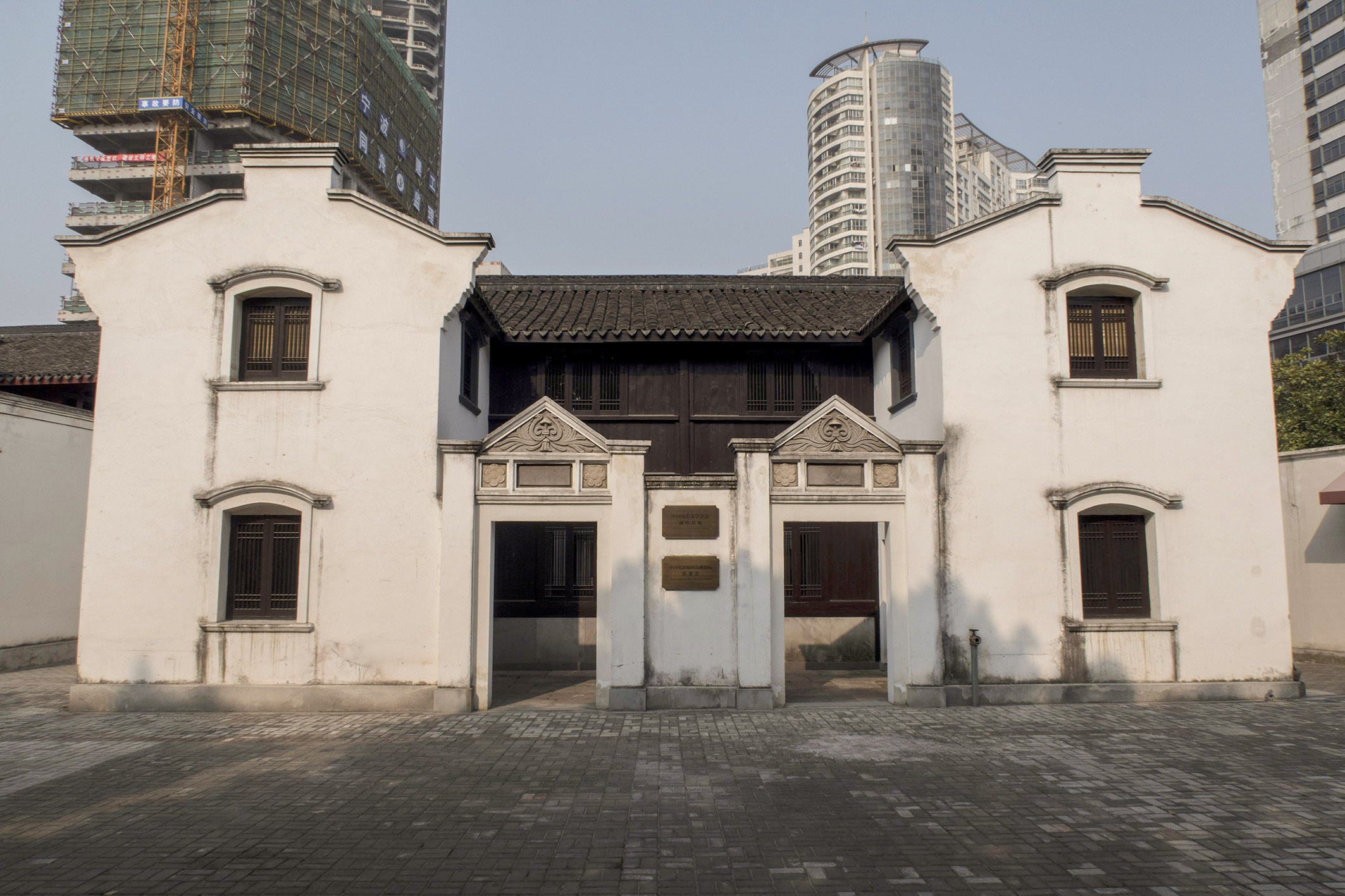
Habitation, shikumen, après 1900. Zhongma Subdistrict
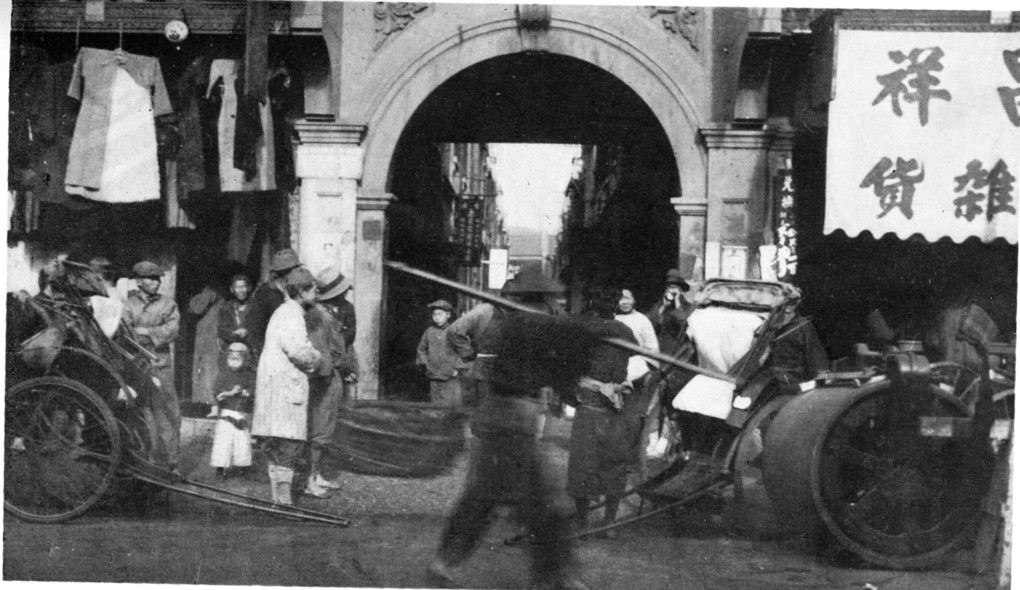
La porte d'un lilong au début du XXe siècle. Shanghai
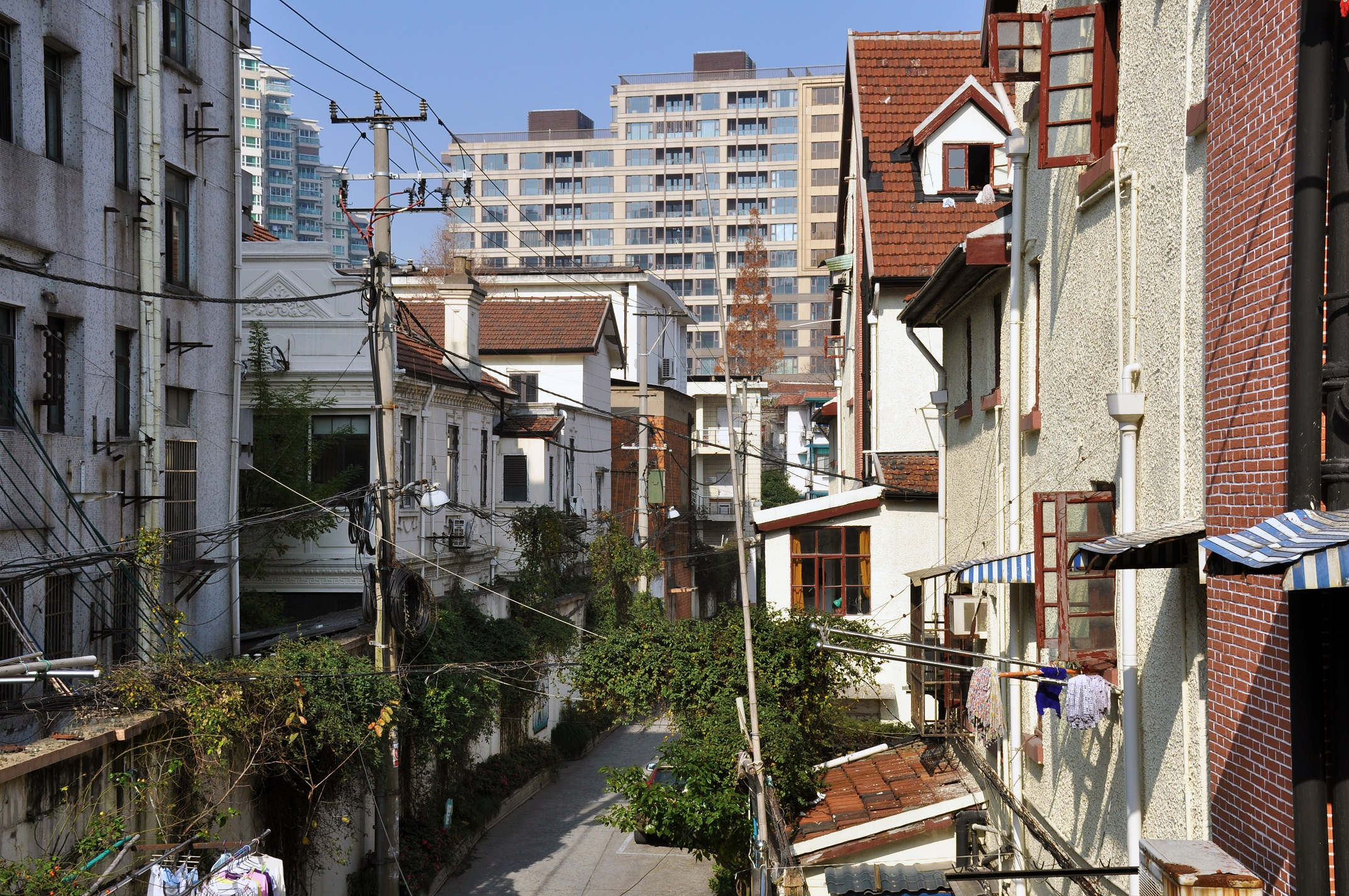
Un lilong daté 1912. Ruelle 532, Yuyuan Road, District de Jing'an, Liu Lin Villa. Nouveau style
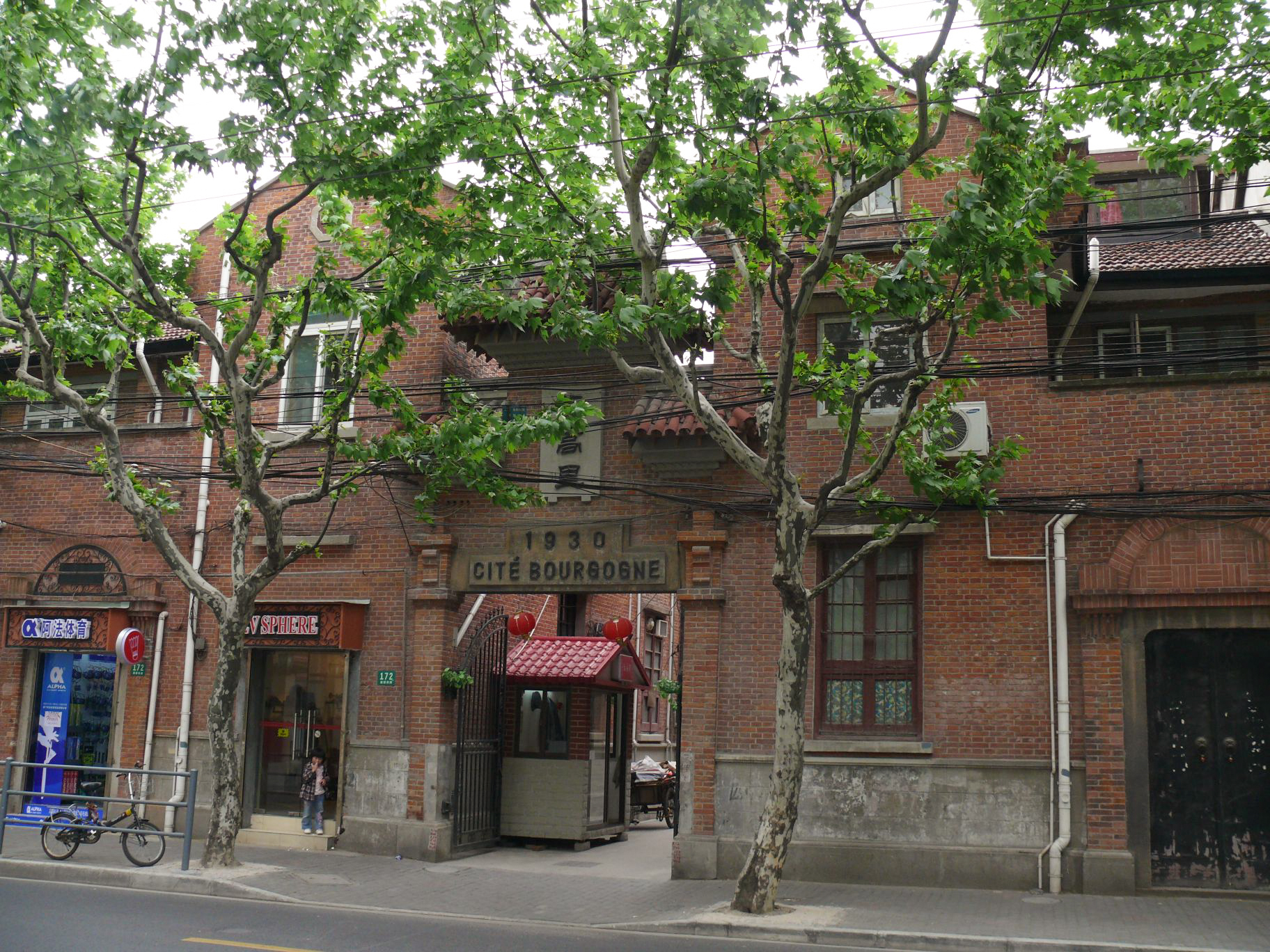
Entrée Cité Bourgogne, un lilong 1930. District de Luwan
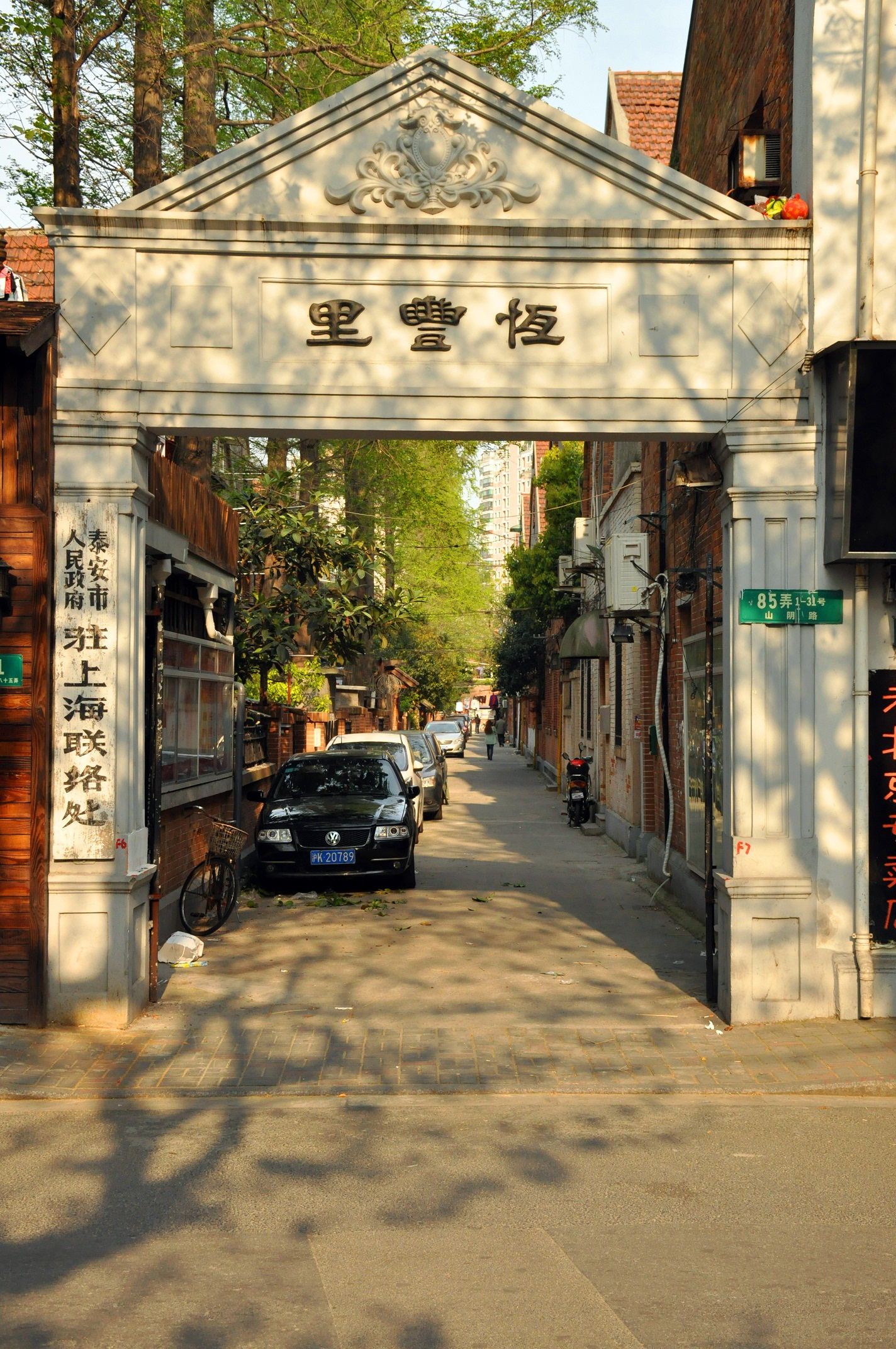
Lane 85, Shanyin Road, Xin Hengfengli. District de Hongkou
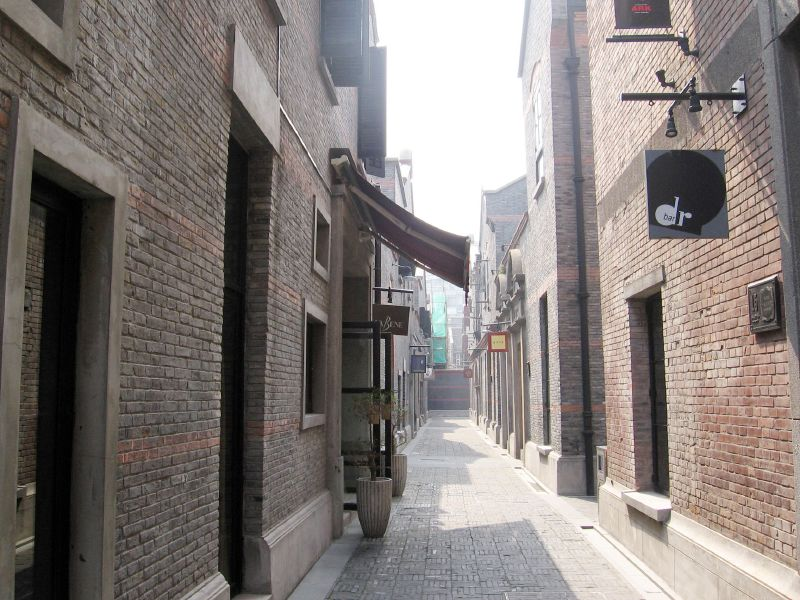
Un lilong refait à neuf, quartier Xintiandi (vue prise en 2006)
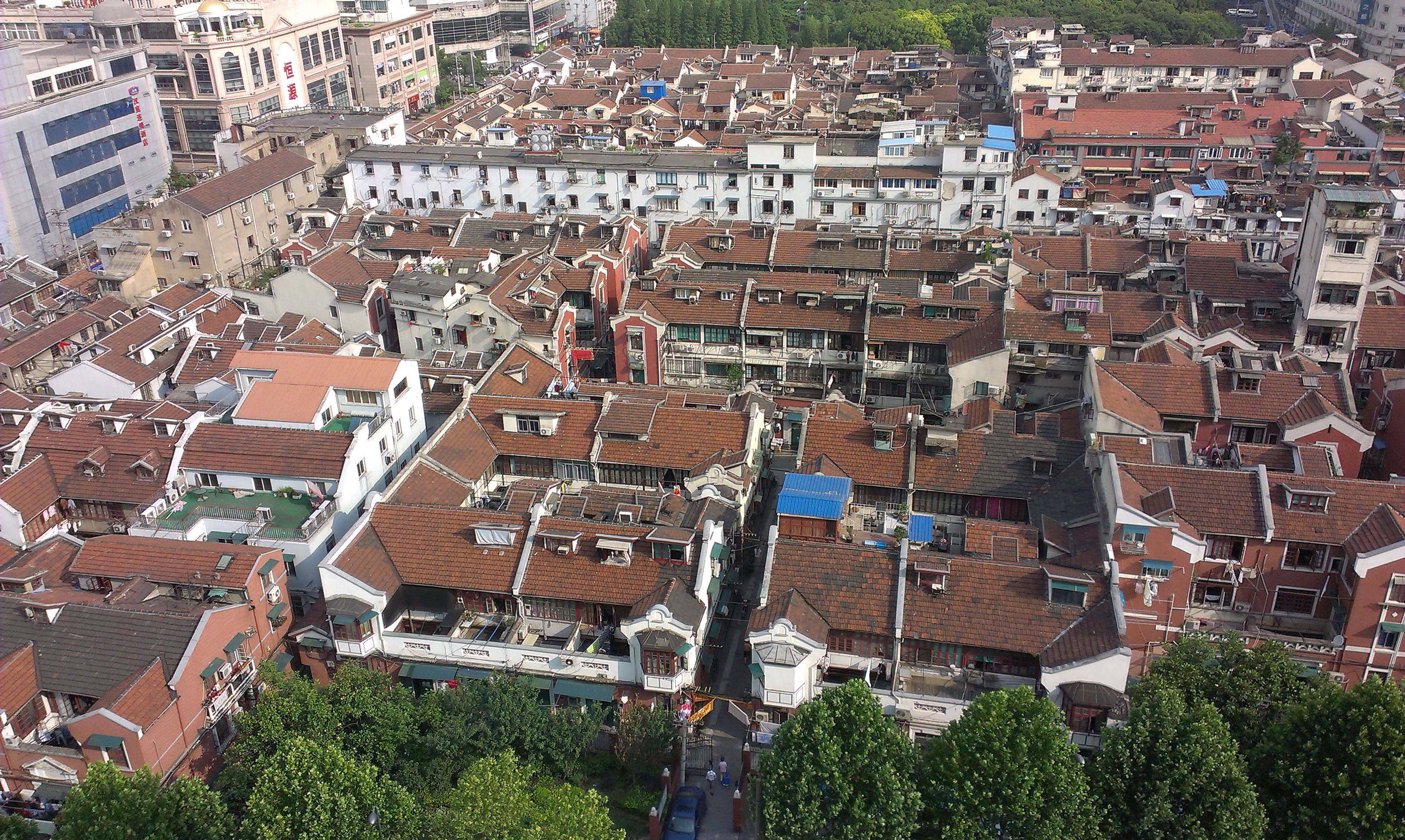
Le district Huangpu aux nombreux lilong.

## Histoire ancienne
Porté par un marché de la construction en pleine expansion à Shanghai, le lilong s'est répandu dans tous les quartiers de 1860 aux années 1940.

### Origines
L'ancienne ville de Shanghai était ceinte d'une muraille et de fossés. La campagne environnante étant très humide, entre deux fleuves (le Huangpu et le Yangzi Jiang), le réseau des canaux était très dense. L'emplacement de ces canaux correspond, à peu près, au premier réseau des rues principales de la Shanghai moderne.
En mars 1854, l'empire chinois a signé un accord avec les Européens présents dans les concessions leur demandant de construire rapidement de nombreux logements, une grande partie de la ville ayant été détruite par une révolte. Ceux-ci ont accepté cette demande qui leur permettait d'étendre leur influence. De très nombreux quartiers ont ainsi été réalisés, à cette époque, avec des techniques de construction chinoises (disposition des pièces, présence d'une cour, éléments de décor) mais sur un modèle de quartier occidental (dont la promiscuité et l'étroitesse des rues correspondent à un besoin de rationaliser l'espace, pour construire beaucoup et à moindre coût).

### 1860s-1910s
Les constructions se font d'abord en bois puis, après l'interdiction de ce matériau, à partir de 1870, en briques, pour éviter les incendies. Les lilong ont donc commencé à exister dans la deuxième moitié du XIXe siècle et leur construction s'est prolongée jusqu'en 1949. Pendant toute cette période, les styles et agencements des constructions ont évolué, notamment à cause des arrivées successives d'étrangers, d'Europe, d'Amérique et du Japon.
Les terrains acquis par les étrangers auprès des propriétaires de terres agricoles chinois se fait après l'accord des autorités chinoises. Les terrains sont ensuite divisés en lots par le service du cadastre des concessions. Pour ces premières implantations, la maille urbaine, l'îlot, est de 100 à 150 m. de côté ; elle sera plus large en progressant vers l'Ouest. Le lilong qui va s'y construire peut se situer à l'angle d'un îlot ou non, mais débouche sur une rue aux deux extrémités ; il peut former un îlot à lui tout seul. L'orientation chinoise traditionnelle des habitations vers le Sud, pour l'ensoleillement, sera respectée jusqu'en 1930. 
Les premières habitations et jusqu'en 1900 ne possèdent ni WC ni salle d'eau. Il y a un point d'eau dans la rue. La vie s'occidentalise à partir des années 10 (étrangers, compradores peu fortunés, intellectuels et entrepreneurs chinois). 

### 1920-1949
Dans les années 30 ces habitations auront une salle d'eau et des WC à l'étage, mais seulement des WC au rez-de-chaussée. La brique domine dans les parties porteuses et le béton est employé surtout dans les planchers de la partie la plus humide, au rez-de-chaussée arrière, côté Nord.
Dans les années 1930-35 on construit de petits immeubles collectifs selon un module répétitif. Ils ont trois étages, en moyenne. La hauteur sous plafond, surtout pour les pièces humides, à l'arrière, ont 3,30 m sous plafond, pour une aération et une luminosité satisfaisante. Ils sont conçus pour quatre appartements par niveau. La surpopulation de ces immeubles va en transformer complètement la distribution avec de nombreuses adjonctions, séparations et redistributions pour loger un plus grand nombre, soit plus de familles dans une promiscuité plus grande.

### 1950-1980: surélévations
Après 1949, les mal-logés vont trouver de nouvelles normes d'hygiène en périphérie de la ville, dans les xincun : il s'agit d'un habitat en bande (10 x 50 m, fin des années 50), bordés de jardins, avec la volonté d'égalitarisme et de proposer de ce fait les mêmes commodités pour chacun. La vue en plan crée l'effet de « peignes » juxtaposés. La rue principale est desservie par les bus et les camions. Dans les années suivantes, l'afflux de population nécessite de rehausser ces premières habitations , tout comme les lilong. En 1963, ces xincun en ont quatre étages et l'espace entre eux se réduit. Pour ce qui est des lilong, dans les années 50, leur « réhabilitation » se limite à plus de sanitaires et de cuisines, la démolition des adjonctions et surtout la possibilité de créer un étage de plus. Avec le temps, les lilong auront jusqu'à quatre étages. Ce ne sont plus véritablement des lilong, mais des immeubles collectifs bas. La réhabilitation ponctuelle modifie profondément la structure porteuse et ne protège pas de désordres ultérieurs.

#### Histoire des comités de lilong
Au milieu du XXe siècle, après l'instauration du régime communiste à Shanghai, un système de «comités de quartier» a été mis en place en tant que niveau le plus bas d'organes administratifs autonomes dans les zones urbaines. De 1960 à 1968, à Shanghai, ceux-ci ont été remplacés par des «comités de lilong» (里弄 委员会, souvent abrégé en 里 委会, liweihui), qui avaient des juridictions légèrement plus grandes que les comités de quartier précédents. Les comités Lilong agissaient comme liaison entre les résidents et le prochain niveau de gouvernement administratif (le sous-district), mais avaient également divers pouvoirs administratifs en matière de sécurité publique et de sécurité intérieure, d'éducation, de protection sociale, d'emploi, d'industrie, de santé et de médiation. En 1963, le comité du Parti communiste de Shanghai a tenu une conférence sur le travail des sous-districts, et le Comité populaire de Shanghai (le gouvernement municipal de l'époque) a publié le Règlement sur le travail des comités Lilong dans la municipalité de Shanghai, qui souligne que -les districts et les lilongs sont "les postes frontières de la lutte des classes, le front intérieur de la production, des lieux de vie et des positions de combat importantes pour la lutte pour favoriser le prolétariat et détruire la bourgeoisie".
En 1968, les comités lilong ont été renommés «comités révolutionnaires lilong» (里弄 革命 委员会, en abrégé 里 革 会, ligehui). En 1978, les comités révolutionnaires à durée indéterminée ont été abolis, les petits comités de quartier (ou «comités de résidents», 居民委员会, abrégés en 居委会, juweihui) ont été rétablis. Aujourd'hui encore, les comités de quartier sont parfois appelés familièrement «comités de longue durée».
La répartition des logements était assurée par les danwei. Cette répartition ne pouvait rester opérationnelle qu'à la condition que les employés travaillent à vie dans une entreprise, ce qui est contradictoire avec l'introduction croissante des travailleurs sous contrat. La présence populaire au sein des lilong est donc menacée par le passage à l'économie socialiste de marché, à partir de 1980.

## Aujourd'hui, des lilong plus ou moins restaurés ou reconstruits
Un des lilong les plus connus et les mieux conservés est la « Cité Bourgogne » devenue un quartier d'activité artistiques contemporaines, à l'intersection des rues Shanxi Nan Lu et Jianguo Lu, dans le district de Luwan, sur l'ancienne concession française de Shanghai. Dans ce lilong, un gardien reste en permanence à la porte. D'autres lilong, comme Tianzifang, dans Huangpu, sur le territoire de l'ancienne concession britannique, sont devenus très touristiques avec peu de remaniements. Certains lilong ne servent plus d'habitation populaire et ont été restaurés pour une classe aisée. Comme ceux du quartier Xintiandi (sur l'ancienne concession française) qui abritent des magasins ou des restaurants de luxe et sont des reconstitutions, dont la réalisation a entraîné le déplacement de 3 500 familles,.

## Adresse en « -long»
À lui seul long (chinois traditionnel 衖 ou 弄, chinois simplifié 弄) est un terme chinois pour "ruelle" ou "voie", qui est souvent laissé non traduit dans les adresses chinoises, mais peut également être traduit par "voie". Long n'est pas seulement utilisé pour indiquer les adresses des ensembles résidentiels lilong plus anciens: les ensembles de logements en bloc, de style socialiste, des années 1950 à 1980, et les complexes d'appartements modernes à Shanghai, sont également indiqués avec un numéro en long dans leurs adresses. L'adresse est généralement du type : « Room 205, No.4, Lane 20, Jing'an Road, Shanghai » (une adresse fictive), ou « Room 205, No. 4, Long 20, Jing'an Road, Shanghai » (上海市 静安 路 二十 弄 四号 二 〇 五 室).
Les longdang des lilong traditionnels portaient souvent le nom de leur promoteur : à son nom on accolait généralement -long, -li, -fang ou -cun, ou, très rarement, hutong, un mot mongol. Les noms de certains longdang sont liés à d'anciens commerces, par exemple Jiangyuan long (allée de la boutique de sauce et de cornichons), bien qu'il soit beaucoup plus courant d'utiliser le nom du promoteur, le nom de la route principale adjacente, ou certains autres noms de bon augure. Bien que ces noms soient encore couramment utilisés, ils ne font pas partie des adresses officielles, qui utilisent plutôt un numéro en long.